# Dystrykt Greenville
Dystrykt Greenville – dystrykt w hrabstwie Sinoe, w południowej części Liberii. 

## Geografia
Położony jest 240 km na południowy wschód od stolicy kraju – Monrovii. W dystrykcie położona jest stolica hrabstwa Sinoe, miasto Greenville.  
Przez dystrykt przebiega rzeka Sinoe, która uchodzi do Oceanu Atlantyckiego w okolicach miejscowości Greenville. 
W 2020 łączna powierzchnia lasów w dystrykcie Greenville wyniosła 13 300 ha, co stanowiło ponad 83% całkowitej powierzchni dystryktu. 

## Demografia
Według spisu ludności z 2008 roku jednostka liczyła sobie 16 434 mieszkańców. Natomiast według spisu ludności przeprowadzonego w 2022 roku, dystrykt ma populację liczącą 28 503 mieszkańców, co czyni go najbardziej zaludnionym dystryktem w hrabstwie.
Dane z 2008:
| Opis      | Ogółem | Ogółem | Mężczyźni | Mężczyźni | Kobiety | Kobiety |
| --------- | ------ | ------ | --------- | --------- | ------- | ------- |
| Jednostka | osób   | %      | osób      | %         | osób    | %       |
| Populacja | 16 434 | 100    | 7 719     | 47        | 8 715   | 53      |

Dane z 2022:
| Opis      | Ogółem | Ogółem | Mężczyźni | Mężczyźni | Kobiety | Kobiety |
| --------- | ------ | ------ | --------- | --------- | ------- | ------- |
| Jednostka | osób   | %      | osób      | %         | osób    | %       |
| Populacja | 29 806 | 100    | 14 382    | 48,3      | 14 117  | 51,7    |

## Sąsiednie dystrykty
Butaw, Kpayan